# 28 ق هـ
28 ق هـ هي السنة الثامنة والعشرون السابقة للهجرة النبوية، وهي توافق ما بين سنتي 594 و595 حسب التقويم الميلادي، أي أنها بدأت في سنة 594م وانتهت في سنة 595م.